# Flikflak
Et flikflak er en akrobatisk bevægelse, hvor en person udfører en komplet omdrejning af kroppen ved at kaste sig bagover med hovedet først, fra en oprejst stilling til en håndstand og derefter skubbe fra gulvet med hænderne, for at komme tilbage i oprejst position.
Retningen af kropsrotationen i et flikflak kan være enten forlæns eller baglæns, hvilket resulterer i henholdsvis et forlæns flikflak eller et baglæns flikflak.